# Chrzanów (gmina, Lublin)
Pour les articles homonymes, voir Chrzanów (homonymie).
Chrzanów est une gmina rurale (gmina wiejska) du powiat de Janów Lubelski, dans la Voïvodie de Lublin, dans l'est de la Pologne.
Son siège administratif (chef-lieu) est le village de Chrzanów, qui se situe environ 15 kilomètres au nord-est de Janów Lubelski (siège du powiat) et 53 kilomètres au sud de la capitale régionale Lublin (capitale de la voïvodie).
La gmina couvre une superficie de 70,03 km2 pour une population de 3 117 habitants en 2006.

## Histoire
De 1975 à 1998, la gmina est attachée administrativement à la voïvodie de Tarnobrzeg.

Depuis 1999, elle fait partie de la voïvodie de Lublin.

## Géographie
La gmina inclut les villages et localités de :

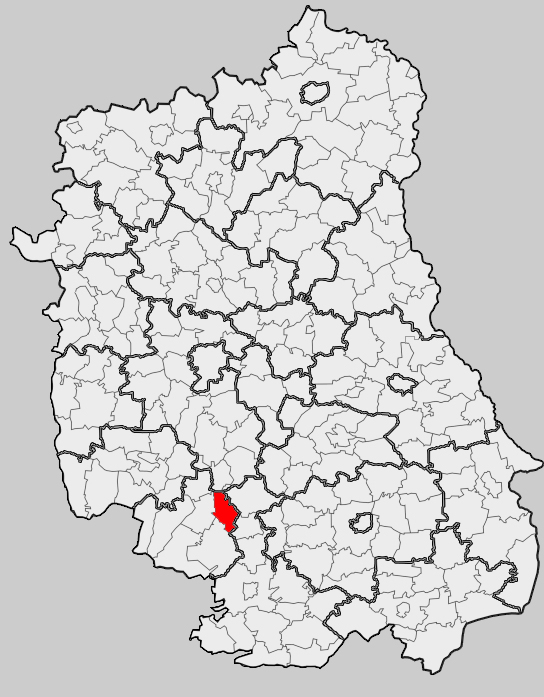
Position de la gmina dans la voïvodie

- Chrzanów
- Chrzanów-Kolonia
- Łada
- Malinie
- Otrocz

### Gminy voisines
La gmina de Chrzanów est voisine des gminy suivantes :
- Dzwola
- Godziszów
- Goraj
- Turobin
- Zakrzew

## Structure du terrain
D'après les données de 2002, la superficie de la commune de Chrzanów est de 70,03 kilomètres carrés, répartis comme telle :
- terres agricoles : 86 %
- forêts : 12 %

La commune représente 8 % de la superficie du powiat.

## Démographie
Données du 30 juin 2004 :
| Description        | Total  | Total | Femmes | Femmes | Hommes | Hommes |
| ------------------ | ------ | ----- | ------ | ------ | ------ | ------ |
| Unité              | Nombre | %     | Nombre | %      | Nombre | %      |
| Population         | 3 165  | 100   | 1 621  | 51,2   | 1 544  | 48,8   |
| Densité (hab./km²) | 45,2   | 45,2  | 23,1   | 23,1   | 22     | 22     |

Données du 30 juin 2014 :
| Description | Total  | Total | Femmes | Femmes | Hommes | Hommes |
| ----------- | ------ | ----- | ------ | ------ | ------ | ------ |
| Unité       | Nombre | %     | Nombre | %      | Nombre | %      |
| Population  | 2 987  | 100   | 1 510  | 50,55  | 1 477  | 49,45  |
| Urbain      | 0      | 0     | 0      | 0      | 0      | 0      |
| Rural       | 2 987  | 100   | 1 510  | 50,55  | 1 477  | 49,45  |